# Entropión
Entropión es un término médico usado cuando el borde del párpado (más frecuentemente el párpado inferior) se pliega o invierte en dirección hacia la superficie del ojo. El contacto y más aún el roce de las pestañas causan irritación característica del ojo y con el tiempo, ulceración y cicatrización de la córnea. El entropión generalmente es causado por factores genéticos. Es opuesto al ectropión y no debe confundirse con la triquiasis.

## Causas
La inversión del párpado puede ocurrir por traumatismo, heridas, quemaduras, afecciones penfigoides (ampollas) y la senilidad. Las malformaciones congénitas que causen entropión no son muy comunes.